# Turmer
Turmer est un petit hameau situé près de Harbridge, dans le district de New Forest, dans le comté du Hampshire, en Angleterre.
Il fait partie de la paroisse civile de Ellingham, Harbridge and Ibsley.

## Vue d'ensemble

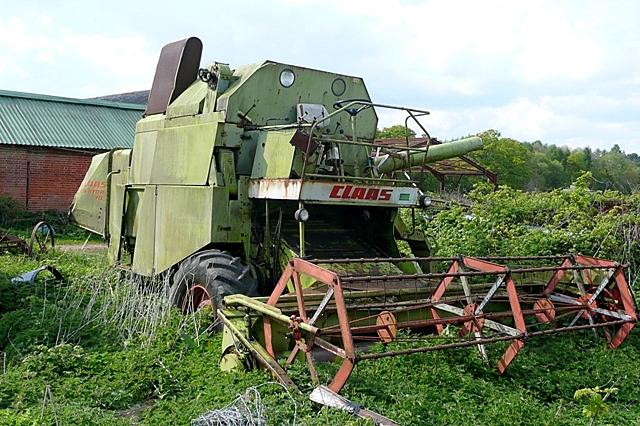
Matériel agricole en remise.

Turmer est inhabituel pour une localité d'Angleterre. Aucune route pavée ne rejoint le hameau, les techniques d'agriculture traditionnelles, telles que l'emploi du cheval de trait, sont toujours utilisées. Il semble être un « village perdu dans le temps ».
Le hameau fait partie d'une zone conservée, et comprend une ferme du XVIIIe siècle, une école du XIXe siècle et des maisons avec un toit en chaume, regroupées autour d'une mare.
L'Avon Valley Path traverse le hameau.